# The Muffs
The Muffs est un groupe de punk rock américain, originaire de Los Angeles, en Californie.

## Biographie

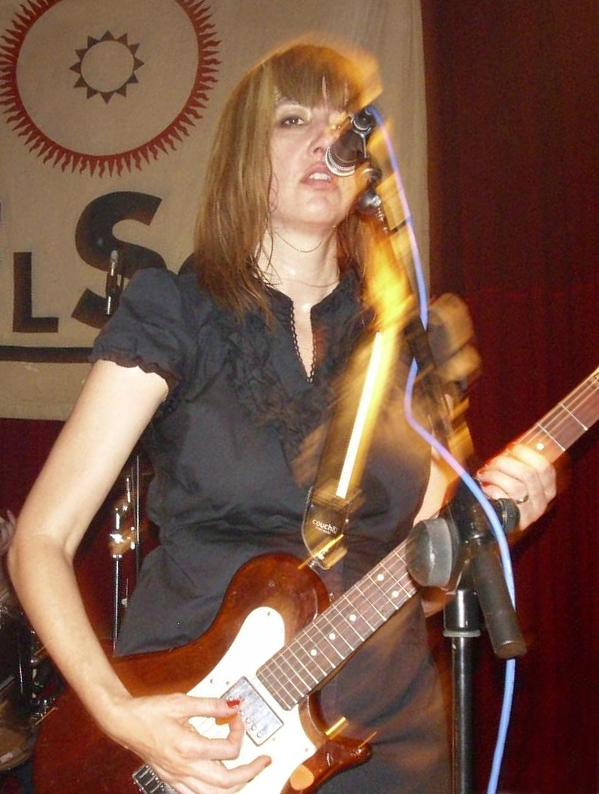
Kim Shattuck en concert en Espagne, en 2009.

Kim Shattuck et Melanie Vammen, qui ont fait partie du groupe The Pandoras à la fin des années 1980 jusqu'à la dissolution de cette formation, créent un nouveau groupe en 1991 avec le batteur Criss Crass et le bassiste Ronnie Barnett. Leurs premiers singles attirent l’attention du label Warner Bros. Records qui les fait signer. Le premier album du groupe, The Muffs, sort en 1993. Criss Crass (percussionniste) quitte le groupe peu après son enregistrement et est remplacé par Roy McDonald. C'est ensuite Melanie Vammen qui quitte la formation. Elle n'est pas remplacée et le quatuor se transforme en trio pour l'enregistrement d'un deuxième album, Blonder and Blonder (1995).
The Muffs contribuent à une reprise de Kids In America de Kim Wilde pour la bande-son du film Clueless en 1995. Leur version de la chanson est également utilisée dans le jeu vidéo Rock Band 2, puis incluse sur leur compilation Hamburger.
Le groupe publie un troisième album, Happy Birthday to Me, en 1997, qui sera leur dernier chez Warner Bros. Après avoir signé au label indépendant Honest Don's Records, ils publient Alert Today, Alive Tomorrow en 1999. L'album comprend I Wish That I Could Be You utilisée pour l'épisode The Freshman de Buffy contre les vampires. En 1999, le groupe contribue avec la chanson Pimmel à la compilation Short Music for Short People chez Fat Wreck Chords. Vers la fin 1999, le groupe se met en pause et n'enregistre rien pendant près de cinq ans.
Le groupe sort encore trois autres albums studio jusqu'en 2004. Leur cinquième album, Really Really Happy, est publié en 2004,.
Kim Shattuck sera la bassiste des Pixies de juin 2013 à novembre de la même année lors de la tournée du groupe de Frank Black. Le trio reste actif et donne très fréquemment des concerts principalement en Californie, mais ne sort aucun autre album jusqu'à Whoop Dee Doo en 2014 chez Burger Records,. Shattuck y écrira 12 chansons et se chargera de la production de presque l'intégralité de l'album. L'album atteint la 32e place des Billboard Heatseeker Albums.
Le 2 octobre 2019, la frontwoman des Muffs et auteure/chanteuse/guitariste/bassiste de nombreux autres groupes, Kim Shattuck, décède dans son sommeil des suites de la sclérose latérale amyotrophique diagnostiquée deux ans auparavant.

## Membres

### Membres actuels
- Ronnie Barnett - basse
- Roy McDonald - batterie

### Anciens membres
- Criss Crass - batterie
- Melanie Vammen - guitare
- Kim Shattuck - chant, guitare (1991 - 2019)

## Discographie

### Albums studio
- 1993 : The Muffs
- 1995 : Blonder and Blonder
- 1997 : Happy Birthday to Me
- 1999 : Alert Today, Alive Tomorrow)
- 2004 : Really Really Happy
- 2014 : Whoop Dee Doo
- 2019 : No Holiday

### Compilations
- 2000 : Hamburger
- 2011 : Kaboodle
- 2015 : The Muffs Demos